# Хемсут
Хемсут (егип. Ḥmwst) — богиня судьбы и защиты в древнеегипетской мифологии. Она была связана с Ка. Её изображали с головным убором, который состоит из щита с двумя скрещенными стрелами. Такое изображение короны присутствует на гербе 5-го нома Нижнего Египта Саиса.